# 木下順二
木下 順二（きのした じゅんじ、1914年〈大正3年〉8月2日 - 2006年〈平成18年〉10月30日）は、日本の劇作家、評論家。代表作に『夕鶴』がある。日本劇作家協会顧問。母方の伯父は佐々醒雪（俳人、国文学者）。著名な進歩的文化人（戦後民主主義者）であった。

## 来歴・人物
東京市本郷区（現・東京都文京区本郷）生まれ。父は熊本県伊倉町長を務めた木下弥八郎、祖父は玉名郡長・衆議院議員を務めた木下助之。異母兄は天文学者の木下國助、異母姉・静は侍従次長の木下道雄に嫁いだ。第二女子師範附属小学校を経て郷里熊本市に戻る。実家は祖父の代まで惣庄屋を務めた熊本の名家だった。旧制熊本中学（現熊本県立熊本高等学校）、第五高等学校を経て1936年、東京帝国大学文学部英文科に入学し、中野好夫の指導でシェイクスピアを専攻した。1939年、法政大学講師。1941年東京大学大学院文学部英文科修士課程修了。
第二次世界大戦後、明治大学講師となる。1947年、山本安英らと劇団『ぶどうの会』を結成。『彦市ばなし』などの民話劇を経て『婦人公論』1949年1月号に『夕鶴』を発表（10月丹波市天理教講堂でぶどう座が初演、1950年1月東京初演）。同年「夕鶴」で毎日演劇賞を受賞。『芸術』1949年3月号に『山脈』を発表（3月29日 - 4月14日初演、三越劇場、民芸）。『世界』1951年6-7月号に『蛙昇天』（1952年6月、三越劇場、ぶどうの会初演）を発表。1952-64年に明治大学文学部教授。
他に明治初期の熊本が舞台の『風浪』（処女作を改稿した作品）や、ゾルゲ事件を題材とした『オットーと呼ばれる日本人』（1962年に劇団民藝で初演）、東京裁判を題材とする『神と人とのあいだ』などで戦後日本の演劇人を代表する作家となる。作品は「劇団民藝」や「前進座」でよく上演された。前者を主宰した宇野重吉とは生涯の同志であった。
1967年、山本安英らと「ことばの勉強会」を開始。
1978年に『文藝』誌上に発表した『子午線の祀り』は『平家物語』に基づいて、叙事詩的な「語り」を「群読」というスタイルを導入することで演劇化すると同時に、現代劇のスタイルと歌舞伎・能・狂言といった伝統芸能のスタイルとの融合を実現した。その後も、作品論『平家物語　古典を読む』や児童出版で「絵巻平家物語」を刊行した。
戯曲・小説・演劇評論のほかに、ライフワークにシェイクスピア作品の訳・上演など、広い分野に著作があり、それらは『木下順二集』（岩波書店 全十六巻）にまとめられた。
乗馬・馬術を愛し、旧制五高時代は馬術部主将を務め、インターハイで3位入賞の経験もある。
1995年には『馬の文化叢書』でJRA賞馬事文化賞を受賞。2000年に、趣味で収集した国内有数の“馬の本”コレクション約3000冊を馬事文化財団に寄贈した。 
1984年日本芸術院会員に選ばれたが辞退、1998年東京都名誉都民に選ばれるが辞退、国家的名誉は一切受けず、左翼として筋を貫いた。元号法制化、小選挙区制度等の反対運動をするなどし、九条の会にも賛同している。また日本共産党のシンパとして同党の支持層拡大の催しにも活発に参加した。
2006年10月30日、肺炎により死去。92歳没。葬儀は本人の遺志により行われず、11月30日に死が明らかにされた。生涯独身であった。

## 賞歴
- 1949年：『夕鶴』で毎日演劇賞
- 1954年：『風浪』で第1回岸田演劇賞受賞
- 1959年：『ドラマの世界』で毎日出版文化賞
- 1959年：『日本民話選』で第6回サンケイ児童出版文化賞
- 1966年：『無限軌道』で毎日出版文化賞
- 1979年：『子午線の祀り』で第30回読売文学賞（戯曲賞）
- 1985年：『ぜんぶ馬の話』で第36回読売文学賞（随筆部門）
- 1985年度：朝日賞（「夕鶴」「子午線の祀り」など、長年にわたる劇作活動）[9]
- 1989年：「木下順二集」「シェイクスピア」で毎日芸術賞
- 1992年：『絵巻平家物語』で第39回産経児童出版文化賞[3]大賞。

## 著書
- 『夕鶴』弘文堂（アテネ文庫） 1950 
  - 『夕鶴・彦市ばなし』新潮文庫 1954、『夕鶴・おんにょろ盛衰記』講談社文庫 1972、旺文社ほか
- 『山脈（やまなみ）』世界文学社 1950
- 『三角帽子』（アラルコン原作を脚色）未來社 1951
- 『蛙昇天』未來社 1952
- 『風浪』未來社 1953　のち新潮社（一時間文庫）、角川文庫ほか
- 『私たちのシエイクスピア』筑摩書房 （中学生全集）1953、ちくま少年図書館 1975
- 『木下順二集　新文学全集』河出書房 1953
- 『木下順二ラジオ・ドラマ選集』宝文館 1954
- 『木下順二放送劇集』未來社 1957
- 『ドラマの世界』中央公論社 1959、中公文庫 1976
- 『オットーと呼ばれる日本人』筑摩書房 1963、講談社文庫 1973。解説尾崎秀実
- 『冬の時代』筑摩書房 1964
- 『日本が日本であるためには』文藝春秋新社 1965
- 『花若・陽気な地獄破り』未來社 1966
- 『無限軌道』講談社 1966、講談社文庫 1977
- 『白い夜の宴』筑摩書房 1967
- 『ドラマとの対話』講談社 1968
- 『随想 シェイクスピア』筑摩書房（私の古典） 1969
- 『神と人とのあいだ』講談社 1972
- 『シェイクスピアの世界』岩波書店 1973、同時代ライブラリー 1993
- 『忘却について』平凡社 1974
- 『運命のこちら側』講談社 1976
- 『歴史について』毎日新聞社（現代日本のエッセイ）1976、講談社文芸文庫 1990
- 『龍が見える時』三月書房 1978
- 『子午線の祀り』河出書房新社 1979、河出文庫 1990
- 『古典を訳す』福音館書店（福音館日曜日文庫）1979。梶山俊夫画
- 『楽天的日本人』作品社 1980
- 『寥廓 随想集』筑摩書房 1980
- 『ドラマが成り立つとき』岩波書店 1981
- 『木下順二戯曲選』全4冊　岩波文庫 1982-1999

1. 風浪・蛙昇天
2. 夕鶴・彦市ばなし・山脈・暗い花火
3. オットーと呼ばれる日本人・神と人とのあいだ
4. 子午線の祀り・沖縄・龍が見える時

- 『日本語の世界 12 戯曲の日本語』中央公論社 1982
- 『本郷』講談社 1983、講談社文芸文庫 1988
- 『ドラマに見る運命』影書房 1984
- 『平家物語』岩波書店（古典を読む） 1985、同時代ライブラリー 1996、岩波現代文庫 2003
- 『ぜんぶ馬の話』文藝春秋 1985、文春文庫 1991
- 『議論しのこしたこと』福武書店 1986
- 『巨匠』福武書店 1991。戯曲、エッセイ、対談
- 『『マクベス』をよむ』岩波ブックレット 1991
- 『あの過ぎ去った日々』講談社 1992
- 『私の『マクベス』』講談社文芸文庫 1993
- 『"劇的"とは』岩波新書 1995
- 『無用文字』潮出版社 1996
- 『日本語について』労働旬報社（抱樸舎文庫）1997、小冊子

作品集
- 『木下順二評論集』全11巻 未來社[10] 1956-1984
- 『木下順二作品集』全8巻 未來社 1961-1971
- 『木下順二集』全16巻 岩波書店 1988-1989
- 『木下順二集 戦後文学エッセイ選』影書房 2005

### 民話・童話・絵本
- 『民話劇集』全3巻 未來社 1952-1953
- 『ききみみずきん』未來社 1955、岩波書店 1966
- 『日本民話選』岩波少年文庫 1958、改版1985。産経児童出版文化賞受賞
- 『かにむかし』岩波書店 1959
- 『わらしべ長者 日本の民話22編』岩波書店 1962、岩波少年文庫 2000
- 『夢見小僧』平凡社 1966、新版1976
- 『山のせいくらべ』風涛社 1968
- 『白河殿の戦い　保元物語』平凡社名作文庫 1979
- 『でれすけほうほう』筑摩書房 1979
- 『うりこひめとあまんじゃく』岩波書店 1984
- 『絵巻平家物語』ほるぷ出版 1984-1991

1　忠盛  1984
2　祇王 1984
3　俊寛 1985
4　文覚 1987
5　清盛 1987
6　義仲 1988
7　義経 1989
8　忠度 1989
9　知盛 1991

## 対談
- To Be, or Not To Be：木下順二対談集 筑摩書房 1972
- 人間・歴史・運命 対話集 岩波書店 1989
- 生きることと創ることと 演劇問答 人文書院 1994
- 木下順二・民話の世界 聞き手塩田庄兵衛 創風社 1995
- 木下順二対話集 ドラマの根源 未來社 2007

## 共編著
- 暮しのことば（編）河出新書 1953
- 母の歴史 日本の女の一生 鶴見和子共編 河出新書 1954
- 新劇への道 岡倉士朗共編 東都書房 1957
- 現代演劇講座1 演劇の理論と歴史 鈴木力衛共編 三笠書房 1958
- 古い国 新しい芸術 訪中日本新劇団の記録 尾崎宏次共編 筑摩書房 1961
- 知識人の思想と行動 新しい連帯のために 野間宏/日高六郎共編 麦書房 1964
- 中江兆民の世界「三酔人経綸問答」を読む 江藤文夫共編 筑摩書房 1977
- 森有正対話篇 全2巻（編）筑摩書房 1982
- 中野好夫集　現代の随想25（編）彌生書房 1983
- 日本の名随筆 52 話（編）作品社 1987

## 翻訳
- オセロウ W.シエイクスピア 新月社 1947、新潮文庫、講談社文庫で再刊
- ひとめぐり・おえら方 サマセット・モーム選集 三笠書房 1952
- イギリス解放詩集 木島始共訳 河出文庫 1954
- サマセット・モーム全集 第22巻 シェピー 戯曲集 第2 瀬口城一郎共訳 新潮社 1955
- ジャックと豆のつる イギリス民話選 ジェイコブズ 岩波書店 1967、新版1986。瀬川康男絵
- ハムレット　オセロ  マクベス　シェイクスピア 講談社・世界文学全集 1970/世界文学ライブラリー 1971
- ハムレット シェイクスピア 講談社文庫 1971
- 日本の古典 12 立正安国論 日蓮 河出書房新社 1973
- シェイクスピア・世界文学全集 7  講談社 1974。リア王　十二夜
- シェイクスピア・世界の文学 7 ロミオとジューリエット シェイクスピア 世界文化社 1978
- シェイクスピア・世界文学全集8 講談社 1979
　タイタス・アンドロニカス　ジューリャス・シーザー　間違いだらけ　ヴェニスの商人　策には策を
- シェイクスピア・世界文学全集9 講談社 1983
　リチャード二世　コリオレイナス　恋の苦労のからまわり　お気に召すまま　テンペスト
- 白狐 岡倉覚三 平凡社 1983
- シェイクスピア 講談社 全8巻 1988-89
  1. マクベス
  2. タイタス・アンドロニカス　間違いだらけ
  3. リチャード二世　恋の苦労のからまわり
  4. ジューリャス・シーザー　ヴェニスの商人
  5. ハムレット　お気に召すまま
  6. オセロー　十二夜
  7. リア王　策には策を
  8. コリオレイナス　テンペスト
- 薔薇戦争―シェイクスピア・『ヘンリ六世』『リチャード三世』に拠る

ジョン・バートン、ピーター・ホール編著　講談社 1997
- マクベス シェイクスピア　岩波文庫 1997、ワイド版 2004
- リチャード三世 シェイクスピア　岩波文庫 2002
- 谷の蔭　J・M・シング　〈シング選集戯曲編〉恒文社 2002

## 評伝
- 新藤謙『木下順二の世界』東方出版、1998年12月。ISBN 4-88591-583-X。
- 関きよし、吉田一『木下順二・戦後の出発』影書房、2011年8月。ISBN 978-4-87714-416-6。
- 宮岸泰治『木下順二論』岩波書店、1995年5月。ISBN 4-00-002746-8。
- 吉田一『木下順二・その劇的世界』影書房、2008年2月。ISBN 978-4-87714-380-0。
- 井上理恵編著『木下順二の世界　敗戦日本とむきあって』社会評論社、2014年2月。ISBN 978-4-7845-1132-7。